# 극장판 울려라! 유포니엄: 앙상블 콘테스트
《극장판 울려라! 유포니엄: 앙상블 콘테스트》(特別編 響け！ユーフォニアム〜アンサンブルコンテスト〜 도쿠베쓰헨 히비케 유포니아무 안산부루 콘테스토[*])는 2023년 8월 4일에 개봉한 일본의 애니메이션 영화다. 타케다 아야노의 소설 《울려라! 유포니엄》의 단편집 '울려라! 유포니엄 키타우지 고등학교 취주악부의 진짜 이야기'가 원작으로 되어 있으며, 2015년부터 방송되고 있는 텔레비전 애니메이션 시리즈의 완전 신작 극장 작품이다. 텔레비전 애니메이션 시리즈에 이어, 제작은 교토 애니메이션, 감독은 이시하라 타츠야가 담당했다.
2019년 개봉한 영화 《극장판 울려라! 유포니엄 ~맹세의 피날레~》에서 이어지는 이야기로, 새로운 부장이 된 주인공 오아미 쿠미코가 앙상블 콘테스트를 위해 분투하는 모습이 그려진다. 전작과 함께 '쿠미코 2학년 편'이라고 호칭되고 있다. 원래는 OVA 작품으로 기획되었던 작품이며, 개봉 시에는 상영 극장에서 '극장 선행 한정판 Blu-ray'의 판매도 이루어졌다.
본작은 교토 애니메이션 방화 사건 발생 후, 첫 시리즈 신작이다. 이 사건에서는 캐릭터 디자인·총작화 감독인 이케다 쇼코와 악기 설정·악기 작화 감독인 타카하시 히로유키 등 본 시리즈의 주요 스태프도 희생되었만, 2명 모두 계속해서 스태프로 크레딧되고 있다.

## 줄거리
새로운 부장이 된 오마에 쿠미코가 인솔하는 키타우지 고교 취주악부는, 문화제에서의 연주를 무사히 마치고, 12월에 행해지는 앙상블 콘테스트를 향해 움직이기 시작하고 있었다. 앙상블 콘테스트란 3명 이상 8명 이하의 소수 편성에 의한 연주를 겨루는 대회로, 쿠미코들은 부의 대표가 되는 멤버를 정할 필요가 있었다. 부원 전원이 관여해 주었으면 하는 타키의 소원과, 코사크 레이나, 부부장이 된 츠카모토 슈이치의 의견도 들어준 다음, 쿠미코는 연주회 형식의 오디션을 열어, 투표를 '부내 투표', '일반 투표'의로 2개로 나누어, 결과가 나뉘었을 경우는 '부내 투표'의 결과를 우선하는 것으로 결정한다.
카나데를 비롯한 부원들은 속속 팀이 결정되어 가는 한편, 쿠미코에게는 전혀 목소리가 들리지 않았다. 드디어 레이나에게 권유받았지만, 괴로운 감정을 안고 있었다. 쿠미코가 들어간다고 결정되고 나서는 속속 다른 멤버도 결정되어, 최종적으로 레이나, 쿠미코, 슈이치, 하즈키에 더해, 2학년 퍼커션 담당 이노우에 준나와 카마야 츠바메, 2학년 호른 담당 모리모토 미치요, 1학년 트럼펫 담당  코히나타 유메의 8명이서, 팔중주를 하게 된다. 연습이 시작된 지 얼마 지나지 않아, 쿠미코는 자신이 권유받는 것이 늦었던 이유를 레나에게 묻자, 권유한다면 코미코로 결정했다, 거절당하면 무서웠다고 밝혀진다. 쿠미코는 기분을 고치지만, 내년에 만약 자신보다 잘하는 사람이 들어오면, 자신은 레이나가 선택해 줄 수 있을까 하고 조금 불안해진다.
오디션에서는 쿠미코의 팀은 일반 투표에서는 1위를 차지했지만, 부내 투표에서는 표를 얻지 못하고, 앙상블 콘테스트에 나가는 것은 이루어지지 않았다. 며칠 후, 대표가 된 팀이 간사이 대회에 출전을 결정했다는 소식을 듣고 억울함을 더하지만, 마음을 바꿔, 내년 전국 대회 금상에 대한 결의를 새롭게 한다.

## 캐스트

### 주연
- 쿠로사와 토모요 - 오마에 쿠미코 목소리 역
- 아사이 아야카 - 카토 하즈키 목소리 역
- 토요타 모에 - 와카시마 사파이어 목소리 역
- 안자이 치카 - 코사카 레이나 목소리 역
- 타네자키 아츠미 - 요로이즈카 미즈메 목소리 역

### 조연
- 이시야 하루키 - 츠카모토 슈이치 목소리 역
- 오오하시 아야카 - 카마야 츠마베 목소리 역
- 후지무라 코노미 - 나카가와 나즈키 목소리 역
- 야마오카 유리 - 요시카와 유코 목소리 역
- 토야마 나오 -  카사키 노조미 목소리 역
- 아마미야 소라 - 히사이시 카나데 목소리 역
- 나나세 아야카 - 스즈키 미레이 목소리 역
- 쿠노 미사키 - 스즈키 사츠키 목소리 역
- 스기우라 시오리 - 켄자키 리리카 목소리 역
- 사쿠라이 타카히로 - 타키 노보루 목소리 역
- 미나미 마유 - 코히나타 유메 목소리 역
- 카와무라 리에 - 이노우에 준나 목소리 역

## 기타
- 앙상블 콘테스트 공개를 앞두고 교토 애니메이션 공식 유튜브 채널에서 기존에 나온 유포니엄 극장판 3편을 2023년 7월 28일부터 8월 1일까지 기간 한정으로 무료공개했다.
- 2023년 부천국제애니메이션페스티벌(BIAF) 국제경쟁 장편 부문 출품작이며, 이시하라 타츠야 감독이 내한하여 팬들과 인사하는 시간을 가졌다.